# Ute Hommola
Ute Hommola (ur. 20 stycznia 1952 w Weißenborn) – wschodnioniemiecka lekkoatletka specjalizująca się w rzucie oszczepem.
Brązowa medalistka mistrzostw Europy, które w 1978 odbyły się w Pradze. Dwa lata później zdobyła brąz podczas igrzysk olimpijskich w Moskwie. 
Pięciokrotna medalistka mistrzostw NRD (3 srebrne oraz 2 brązowe medale), zwyciężczyni konkursu oszczepniczek podczas mistrzostw Polski w 1974.
Reprezentowała klub SC Karl-Marx-Stadt. W czasie kariery mierzyła 174 cm i ważyła 74 kg. 
Po zakończeniu kariery pracowała w spółdzielni rolniczej.